# Торговля людьми в Португалии
Португалия является страной назначения и транзита для женщин, мужчин и детей, ставших жертвами торговли людьми, в частности, принудительной проституции и принудительного труда. Как правило, это выходцы из Бразилии, Колумбии, Доминиканской Республики, Венесуэлы, Румынии, Болгарии, Украины, Молдовы, Польши и некоторых африканских стран. Дети из Восточной Европы, в том числе цыгане, подвергаются принуждению к попрошайничеству, иногда со стороны своих семей.
В 2009 году правительство Португалии провело громкий процесс против торговцев людьми, что привело к самым строгим наказаниям, когда-либо вынесенным за подобные преступления в Португалии. Были осуждены восемь человек, занимающихся торговлей людьми, за принуждение двадцати трёх румынских девушек к проституции. Приговоры в среднем составляли двенадцать лет тюремного заключения (ранее подсудимые чаще всего приговаривались к условному наказанию). Это дело стимулировало улучшение обучения и подготовки сотрудников правоохранительных органов и инспекторов труда по борьбе с торговлей людьми, и способствовало созданию системы национальных данных о торговле людьми для предоставления убежища и помощи растущему числу жертв. Несмотря на эти усилия, правительство по-прежнему не публикует полных данных об общем числе осуждённых за торговлю людьми, что является давней проблемой в Португалии. Кроме того, подход, ориентированный на жертву, и идентификация жертв не применяются систематически, что приводит к тому, что лишь немногие жертвы получают защиту и помощь.
В 2017 году Управление Государственного департамента США по мониторингу и борьбе с торговлей людьми отнесло Португалию к «странам уровня 1» (страны, правительства которых полностью соблюдают минимальные стандарты Акта о защите жертв торговли людьми (Trafficking Victims Protection Act) 2000 года).

## Законодательство
Португалия запрещает торговлю людьми как для принудительного труда, так и для коммерческой сексуальной эксплуатации в соответствии со статьей 160 Уголовного кодекса, которая предусматривает наказание в виде лишения свободы на срок от трёх до двенадцати лет, что является достаточно строгим наказанием, соизмеримым с наказаниями за другие тяжкие преступления. Хотя законодательство запрещает рабство и эксплуатацию проституции с помощью силы, мошенничества и принуждения в соответствии со статьями 159 и 169 Уголовного кодекса Португалии соответственно, более широко трактуемая статья 160 применяется именно для судебного преследования торговцев людьми. В течение 2008 и 2009 годов полиция провела 83 расследования возможных случаев торговли людьми. За тот же период правительство сообщило, что 298 человек были осуждены по статье 160; уточнив, однако, что эти данные предварительны и могут также включать преступления, связанные с сексуальной эксплуатацией. Правительство не предоставило информацию о вынесенных приговорах, что вызвало недовольство в обществе, так как в предыдущие годы суды в Португалии приостанавливали вынесение приговоров большинству торговцев людьми. В декабре 2009 года правительство провело специализированное обучение судей по вопросам борьбы с торговлей людьми, а в январе 2010 года — инспекторов труда. Сотрудники правоохранительных органов продолжают периодически проходить специализированное обучение по вопросам борьбы с торговлей людьми.

## Защита жертв торговли людьми
Правительство Португалии активизировало свои усилия по защите выявленных жертв торговли людьми. Власти выявили 272 потенциальных жертвы в течение 2008 и 2009 годов, из них 48 были официально признаны жертвами в этот двухлетний период. В течение отчетного периода правительство продолжало использовать стандартный метод сбора информации о жертвах торговли людьми и информирования этих жертв о доступной помощи при их временном задержании. Государственный приют принял в 2009 году 12 из этих выявленных жертв. Правительство предоставило пособие каждой жертве, сообщив также, что очень немногие из них приняли предложение правоохранительных органов о защите и помощи во время задержания; таким образом, многие подтверждённые жертвы торговли людьми продолжали эксплуатироваться их торговцами или потенциально были депортированы после выявления признаков состава преступления. Сообщается, что правительство неофициально работало с инспекторами труда для выявления и направления жертв принудительного труда. По мнению местных экспертов, страх жертв перед торговцами людьми и стигма, связанная с проституцией, заставляют потенциальных жертв, особенно жертв из Бразилии и Нигерии, неохотно раскрывать детали своей эксплуатации правоохранительным органам. Чтобы решить эту проблему, правоохранительные органы привлекли сотрудников благотворительных организаций к трем рейдам в течение отчетного периода для того, чтобы помочь стабилизировать состояние жертв сразу после задержания.
Правительство продолжило финансировать специализированный приют для жертв торговли людьми, и выплачивать благотворительным организациям фиксированную субсидию на каждую жертву, заботу о которой они брали на себя. Однако получатели указывали на  то, что общего финансирования недостаточно для оказания критически важной специализированной помощи, необходимой жертвам торговли людьми. Правительство поощряло жертв к участию в расследованиях и судебном преследовании преступников, торгующих людьми; в 2009 году шесть жертв оказывали помощь в расследовании дел своих торговцев. Правительство сообщило, что всем выявленным жертвам предоставляется период от 30 до 60 дней на размышление, в течение которого они решают, желают ли они участвовать в уголовном расследовании. Правительство предоставило иностранным жертвам торговли людьми краткосрочные юридические альтернативы их высылке; жертвам предоставляется ограниченное время для легализации своего статуса проживания, или они репатриируются персоналом государственного приюта на разовой основе. Португальское отделение МОМ также сообщило, что оно может реинтегрировать и вернуть жертв торговли людьми в рамках своей программы содействия добровольному возвращению, и в настоящее время оно работает с правительством и благотворительными организациями над созданием программы реинтеграции/возвращения, специально предназначенной для жертв торговли людьми. Правительство сообщило, что в 2009 году оно предоставило шесть видов на постоянное жительство жертвам торговли людьми. Правительство официально заявило, что не наказывает жертв за незаконные действия, совершенные непосредственно в результате торговли ими. Правительство сообщило, что полиция предприняла активные усилия по выявлению жертв торговли людьми в целях сексуальной эксплуатации в легальных секторах проституции; неустановленные жертвы, вероятно, депортируются или продолжают подвергаться эксплуатации.
По мнению местных экспертов, отсутствие общедоступной информации о торговле детьми мешает правительству реагировать на преступления в этой сфере.

## Профилактика
Правительство Португалии продолжает принимать меры по предотвращению торговли людьми. Оно взяло на себя ведущую роль в координации и внедрении общеевропейской базы данных для разработки, консолидации и обмена общей информацией о торговле людьми между странами-партнерами. Правительство продолжает финансировать социальную рекламу, предупреждающую о торговле людьми. По государственному телевидению транслируется ежедневная программа для повышения осведомленности мигрантов в Португалии по широкому кругу вопросов, включая и торговлю людьми. Португалия продолжает обучать медицинских работников методам выявления жертв подобных преступлений. Обучение военнослужащих по вопросам борьбы с торговлей людьми проводится перед их отправкой в международные миротворческие операции за границей.